# Томский технологический институт Императора Николая II
Томский технологический институт — высшее техническое учебное заведение Российской империи. Институт стал вторым высшим учебным заведением Российской империи на территории Сибири.

## История
Институт был основан в 1896 году Министерством народного просвещения, как «Томский технологический институт Императора Николая II». Основное здание университета было построено в 1896—1902 годах по проекту архитектора Р. Р. Марфельда.

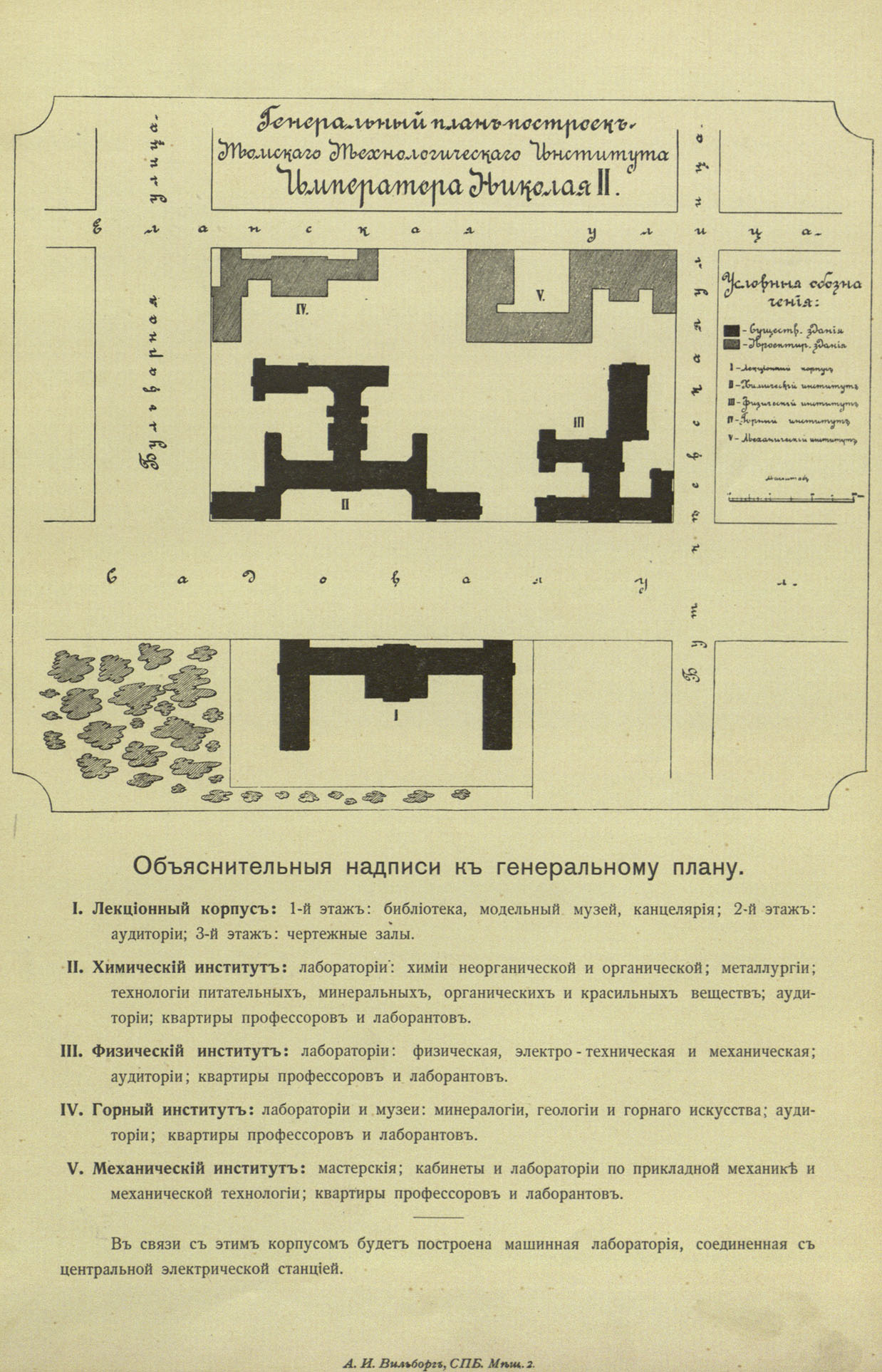
Генеральный план Томского технологического института

Этому фактическому открытию учебных занятий предшествовал четырехлетний строительный период – торжественная закладка Института состоялась 19 июля 1896 года.
Формальным моментом возникновения вопроса об организации в Сибири подготовки инженеров является письмо бывшего министра Н. П. Делянова от 25 июня 1895 года, который предложил попечителю Западно-Сибирского округа В. М. Флоринскому обсудить вопрос об учреждении при Томском университете физико-математического факультета с организацией особого отделения для изучения знаний, имеющих приложение к «технике и промышленной практике». Такая необходимость подготовки в Сибири инженеров диктовалась министерству как перспективами развития Сибири, в связи с окончанием прокладки Сибирской железной дороги, так и назревшим уже общественным мнением сибирской интеллигенции о необходимости создать в Сибири Высшую техническую школу, как естественную базу для обследования природных богатств Сибири, изучения ее особенностей и развития промышленной жизни.
11 ноября 1895 года полученные из Томска по этому вопросу материалы рассматривались в особой комиссии, образованной при Министерстве народного просвещения, которая и вынесла заключение, что для подготовки необходимых Сибири инженеров и химиков-техников должен быть учрежден в Томске самостоятельный Технологический институт с двумя отделениями: инженерно-строительным и химико-техническим с усиленным преподаванием электротехники и металлургии. Комиссия признала необходимым отпустить на постройку и оборудование института 1 700 000 рублей.
Вопрос об открытии Технологического института в Томске подвергся вторичному обсуждению при Министерстве в новой комиссии расширенного состава, которая подтвердила решение первой комиссии и, пользуясь планами Харьковского технологического института, установила сумму на постройку зданий (главного корпуса, физической и механической лабораторий, химической лаборатории, химической мастерской и жилых корпусов) в 1 262 609 рублей, на оборудование – 351 000 рублей, на проект, составление смет и разъезды 61 000 р., т. е. всего 1 650 000 рублей.
Комиссия предполагала начать постройку института с весны 1896 года и полностью закончить ее в 1902 году с тем, однако, чтобы занятия в институте на 1-м курсе можно было открыть с осени 1900 года. Это решение комиссии было утверждено в окончательной форме соответствующими инстанциями 12 марта 1896 года, каковую дату и надо считать временем основания Томского технологического института.
Открытие института было произведено на основании Высочайшго повеления от 12 июня 1900 года. Занятия начались 9 (22) октября 1900 года. В создании института и особенно его химического отделения принимал активное участие Д. И. Менделеев. В октябре 1900 года были открыты механическое и химическое отделения, в августе 1901 года – горное отделение, в августе 1902 года – инженерно-строительное.
Первый набор составил 203 человека. 
В последующие годы численность студентов росла. 
| Количество студентов в Томском технологическом институте императора Николая II | Количество студентов в Томском технологическом институте императора Николая II | Количество студентов в Томском технологическом институте императора Николая II | Количество студентов в Томском технологическом институте императора Николая II | Количество студентов в Томском технологическом институте императора Николая II | Количество студентов в Томском технологическом институте императора Николая II | Количество студентов в Томском технологическом институте императора Николая II | Количество студентов в Томском технологическом институте императора Николая II | Количество студентов в Томском технологическом институте императора Николая II | Количество студентов в Томском технологическом институте императора Николая II | Количество студентов в Томском технологическом институте императора Николая II | Количество студентов в Томском технологическом институте императора Николая II | Количество студентов в Томском технологическом институте императора Николая II | Количество студентов в Томском технологическом институте императора Николая II | Количество студентов в Томском технологическом институте императора Николая II | Количество студентов в Томском технологическом институте императора Николая II | Количество студентов в Томском технологическом институте императора Николая II | Количество студентов в Томском технологическом институте императора Николая II |
| Годы                                                                           | 1900—1901                                                                      | 1902                                                                           | 1903                                                                           | 1904                                                                           | 1905                                                                           | 1906                                                                           | 1907                                                                           | 1908                                                                           | 1909                                                                           | 1910                                                                           | 1911                                                                           | 1912                                                                           | 1913                                                                           | 1914                                                                           | 1915                                                                           | 1916                                                                           | 1917                                                                           |
| ------------------------------------------------------------------------------ | ------------------------------------------------------------------------------ | ------------------------------------------------------------------------------ | ------------------------------------------------------------------------------ | ------------------------------------------------------------------------------ | ------------------------------------------------------------------------------ | ------------------------------------------------------------------------------ | ------------------------------------------------------------------------------ | ------------------------------------------------------------------------------ | ------------------------------------------------------------------------------ | ------------------------------------------------------------------------------ | ------------------------------------------------------------------------------ | ------------------------------------------------------------------------------ | ------------------------------------------------------------------------------ | ------------------------------------------------------------------------------ | ------------------------------------------------------------------------------ | ------------------------------------------------------------------------------ | ------------------------------------------------------------------------------ |
| Кол-во студентов                                                               | 203                                                                            | 591                                                                            | 812                                                                            | 954                                                                            | 954                                                                            | 1196                                                                           | 1440                                                                           | 1513                                                                           | 1597                                                                           | 1474                                                                           | 1346                                                                           | 1112                                                                           | 1176                                                                           | 1184                                                                           | 1249                                                                           | 1142                                                                           | 479                                                                            |

| Сословный состав студентов Томского Технологического института императора Николая II | Сословный состав студентов Томского Технологического института императора Николая II | Сословный состав студентов Томского Технологического института императора Николая II | Сословный состав студентов Томского Технологического института императора Николая II |
| Сословия                                                                             | 1903                                                                                 | 1909                                                                                 | 1915                                                                                 |
| ------------------------------------------------------------------------------------ | ------------------------------------------------------------------------------------ | ------------------------------------------------------------------------------------ | ------------------------------------------------------------------------------------ |
| Дети дворян и чиновников                                                             | 169                                                                                  | 465                                                                                  | 558                                                                                  |
| Дети лиц духовного звания                                                            | 43                                                                                   | 65                                                                                   | 44                                                                                   |
| Дети почетных граждан и купцов                                                       | 71                                                                                   | 160                                                                                  | 117                                                                                  |
| Дети мещан и цеховых                                                                 | 173                                                                                  | 565                                                                                  | 424                                                                                  |
| Дети казаков                                                                         | 17                                                                                   | 36                                                                                   | 29                                                                                   |
| Дети крестьян                                                                        | 62                                                                                   | 250                                                                                  | 269                                                                                  |
| Дети иностранцев                                                                     | 6                                                                                    | 6                                                                                    | 5                                                                                    |
| Прочие                                                                               | 50                                                                                   | 50                                                                                   | 50                                                                                   |

Первым директором института в 1899 году был назначен профессор Е. Л. Зубашев, который находился в этой должности до 1907 года.
Первый выпуск состоялся в 1908 году, среди выпускников известные в будущем учёные и специалисты: Дмитрий Стрельников, Михаил Усов, Василий Хрущёв и др. 

### Директора института
- 1899—1907 Зубашев, Ефим Лукьянович
- 1907—1911 Алексеевский, Владимир Петрович
- 1911—1916 Карташов, Николай Иванович
- 1916—1919 Боборыков, Иван Иванович

В 1917 году «Томский технологический институт Императора Николая II» был переименован в «Сибирский технологический институт».